# Arachniodes assamica
Arachniodes assamica là một loài thực vật có mạch trong họ Dryopteridaceae. Loài này được (Kuhn) Ohwi miêu tả khoa học đầu tiên năm 1962.